# Địch Hắc
Địch Hắc (tiếng Trung: 狄黑; bính âm: Di Hei), tự Tích (皙) hay Tích Chi (皙之), Triết Chi (哲之), tôn xưng Địch Tử (狄子), người nước Vệ thời Xuân thu, là một trong thất thập nhị hiền của Nho giáo.

## Cuộc đời
Cuộc đời của Địch Hắc không được ghi chép lại. Năm 72, thời Hán Minh Đế, Địch Hắc được phối thờ trong Khổng miếu.